# Regnbågsparadisfågel
Regnbågsparadisfågel (Diphyllodes respublica) är en fågel i familjen paradisfåglar inom ordningen tättingar.

## Utbredning och systematik
Fågeln förekommer på de västpapuanska öarna Waigeo och Batanta. Den behandlas som monotypisk, det vill säga att den inte delas in i några underarter.

### Släktestillhörighet
Regnbågsparadisfågeln och praktparadisfågeln placerades tidigare tillsammans med kungsparadisfågeln i släktet Cicinnurus, och vissa, som IUCN, gör det fortfarande.

## Status
IUCN kategoriserar arten som nära hotad.